# No Comebacks
No Comebacks is een in 1986 uitgekomen verhalenbundel van de Britse schrijver Frederick Forsyth. De bundel is in Nederlandse vertaling onder verschillende titels uitgegeven:
- Nachtdienst [1976], vert. van: Thomas Nicolaas;
- Geen terugkeer mogelijk [1980], vert. van: J.F. Niessen-Hossele;
- Geen gelazer achteraf [1982], vert. van: Thomas Nicolaas;
- Er zijn geen slangen in Ierland [1983]

De bundel bevat 10 korte verhalen.

## Inhoud
No ComebacksEen arrogante Londense vastgoedmagnaat is gewend altijd te krijgen wat hij wil. Wanneer hij verliefd wordt op een getrouwde vrouw, besluit hij haar man te laten vermoorden. Hij huurt een Corsicaanse huurmoordenaar in die er prat op gaat geen sporen of getuigen achter te laten. De moordenaar doet zijn werk een tikkeltje te goed; om geen getuigen na te laten vermoordt hij de vrouw ook.
There are no Snakes in IrelandIn Noord-Ierland klust een Punjabse medicijnenstudent bij in de bouw om zijn studie en onderhoud te betalen. De racistische voorman vernedert hem en uit wraak smokkelt hij een zaagschubadder uit India om zo de voorman te laten doden door diens giftige beet. De adder doet zijn werk maar toch loopt de wraakactie niet als gepland en het dier ontsnapt. Het blijkt een zwanger vrouwtje: er zullen voortaan weer slangen zijn in Ierland. Saillant detail is dat het dier door de voorman wordt aangezien voor een hazelworm, omdat er geen slangen in Ierland voorkomen (vandaar de titel). Echter, ook de hazelworm komt niet voor in Ierland.
The EmperorMurgatroyd, een vastgeroeste bankemployee in Londen, krijgt van zijn werkgever een vakantie naar Mauritius aangeboden met zijn vrouw. Dit is een welkome onderbreking in zijn kleurloze baan en liefdeloze huwelijk. Hij wordt verliefd op het eiland en na een vistochtje en een episch duel met een marlijn bijgenaamd 'de keizer' knapt er iets in hem besluit hij er te blijven: Londen, de bank en zijn vrouw kunnen naar de hel lopen. Dit verhaal verwijst naar De oude man en de zee (oorspronkelijke titel The Old Man and the Sea) van de Amerikaanse schrijver Ernest Hemingway.
There Are Some Days...Een Ierse misdadigersbende overvalt een vrachtwagen met dure drank die echter afgekeurde kunstmest bevat. Vervolgens vindt een ongeval plaats waardoor de lading over de weg verspreid raakt. Tot grote verbazing van de misdadigers en politie blijken er gesmokkelde wapens voor de IRA tussen de kunstmest verstopt te zitten. Er zijn dagen dat alles tegenzit.
Money with MenacesEen onopvallende verzekeringsagent wordt met een prostituee in de val gelokt en vervolgens gechanteerd. De chanteurs weten echter niet dat de man tijdens zijn diensttijd in de Tweede Wereldoorlog explosievenexpert was. Ze krijgen dan ook in plaats van de geëiste 1000 pond een verrassing die inslaat als een bom.
Used in EvidenceEen zonderlinge zwijgzame oude man wordt uit zijn huis gezet na een onteigeningsprocedure. Al snel blijkt waarom hij zich hiertegen verzet heeft: in de muur bevindt zich een gemummificeerd lijk terwijl zijn vrouw al jaren vermist was. Maar als het bewijs zo duidelijk is, waarom wil de man nog steeds niets zeggen?
PrivilegeEen ondernemer wordt kapotgeschreven door een riooljournalist. De krant reageert arrogant en weigert te rectificeren, wetend dat een civiele procedure een kansloze onderneming is door de hoge proceskosten die de krant wel en de ondernemer niet kan betalen. De ondernemer slaat hierop de journalist op de neus, laat het op een strafzaak wegens mishandeling aankomen, en gebruikt de openbare rechtszitting waar de pers aanwezig is als spreekpodium om de journalist op zijn nummer te zetten en zijn gelijk te halen.
DutyEen Iers koppel dat in de jaren '50 in Frankrijk met vakantie is, wordt ineens geconfronteerd met hun verleden.
A Careful ManTimothy Hanson zet zijn hebberige zus vanuit het graf een hak. Ze moet hem een zeemansbegrafenis geven om de erfenis te kunnen claimen. Dan blijkt dat Hanson al zijn bezittingen heeft geliquideerd en er platina van heeft gekocht, dat is verwerkt in zijn doodskist, die net overboord is gegaan. Of toch niet?
Sharp PracticeIn het Ierland van 1938 doodt een rechter de tijd tijdens een treinreis door met een priester en een derde man te pokeren. De priester wint van beiden een grote hoeveelheid geld aan het eind van de rit. Tot grote verbazing van de rechter moet de derde man vervolgens in zijn rechtszaal voorkomen. De aanklacht: hustling.